# 应运
应运（994年正月十六日—五月六日）是蜀王李顺使用的年号，共计5个月。

## 改元
- 994年——正月十六日，李順佔領成都，自稱大蜀王，建元應運。[3]五月六日，李順兵敗被補。[4]

## 紀年對照表
| 应运 | 元年  |
| ---- | ----- |
| 公元 | 994年 |
| 干支 | 甲午  |

## 同期存在的其他政权年号
- 中國
  - 淳化（990年－994年）：北宋—宋太宗趙炅之年号
  - 統和（983年－1012年）：契丹—遼聖宗耶律隆绪之年號
  - 明統（992年－996年）：大理—段素英之年號
  - 天兴（986年－999年）：于闐—尉迟僧伽罗摩之年號
- 越南
  - 應天（994年－1007年）：前黎朝—黎桓、黎龍鉞、黎龍鋌之年號
- 日本
  - 正曆（990年－995年）：一條天皇之年號

## 深入閱讀
- 李崇智. . 北京: 中華書局. 2004年12月. ISBN 7101025129.
- 鄧洪波. . 臺北: 國立臺灣大學東亞經典與文化研究計劃. 2005年3月  [2021-11-22]. ISBN 9789860005189. （原始内容 (pdf)存档于2007-08-25）.